# 長瀬 (東大阪市)
長瀬（ながせ）は、大阪府東大阪市の旧地域名。概ね東大阪市立長瀬中学校・東大阪市立柏田中学校・東大阪市立金岡中学校の学区および東大阪市立俊徳中学校の学区の一部にあたる。本項では概ね同地域にあった中河内郡長瀬村（ながせむら）についても述べる。
概ね大蓮東、大蓮北、大蓮南、吉松、長瀬町、柏田東町、衣摺、金岡、柏田本町、柏田西、渋川町、俊徳町および源氏ケ丘（一部）の各町丁に相当する。
東大阪市南西部に位置し、地域の中心部は長瀬川から北八尾街道（府道大阪八尾線）の沿線にかけての一帯である。広義では近鉄長瀬駅の東側から近畿大学の西側にかけての地域（菱屋西（旧布施町域）、小若江（旧弥刀村域）など）を含むこともある。

## 歴史

### 近代以前
（日本 > 畿内 > 河内国 > 渋川郡 > 柏田村、大蓮村、衣摺村、北蛇草村、南蛇草村、吉松新田、金岡新田）

### 自治体成立以降
（日本 > 大阪府 > 中河内郡 > 長瀬村）
- 1889年4月1日に各村が合併して渋川郡長瀬村が成立。
  - 1896年に中河内郡所属となる。
- 1937年4月1日に他の町村（布施町、楠根町、意岐部村、小阪町、弥刀村）と合併して布施市の一地域となり、中河内郡を離脱。

## 地理
地域内は概ね平坦であるが、長瀬川がかつては大和川の本流であり、かつ天井川でもあったことから長瀬川添いの一体は帯状の微高地となっている。

### 河川
- 長瀬川

### 交通
主要道路
- 大阪府道173号大阪八尾線

通称「北八尾街道」。
鉄道
- 近鉄大阪線
  - 長瀬駅
- JRおおさか東線
  - JR長瀬駅

バス
- 大阪バス - 布施八尾線 布施駅と近鉄八尾駅を結ぶ。JR長瀬駅ロータリーに乗り入れている。かつては近鉄バスが走っていたが撤退し、数年のブランクののち大阪バスが復活させた。